# Haworthia mutica
Haworthia mutica ist eine Pflanzenart der Gattung Haworthia in der Unterfamilie der Affodillgewächse (Asphodeloideae).

## Beschreibung
Haworthia mutica wächst stammlos und einzeln. Die 12 bis 15 gestutzten Laubblätter bilden eine Rosette mit einem Durchmesser von 6 bis 8 Zentimetern. Die bräunlich grüne, kaum durchscheinende Blattspreite ist 6 Zentimeter lang und 1,5 Zentimeter breit. Die Spitze ist stumpf. Auf der Blattoberfläche befinden sich mehrere Längslinien.
Der Blütenstand erreicht eine Länge von bis zu 20 Zentimeter. Die weißen Blüten besitzen bräunliche Adern.

## Systematik und Verbreitung
Haworthia mutica ist in der südafrikanischen Provinz Westkap verbreitet.
Die Erstbeschreibung durch Adrian Hardy Haworth wurde 1821 veröffentlicht. Nomenklatorische Synonyme sind Aloe mutica (Haw.) Roem. & Schult.f. (1829), Haworthia retusa var. mutica (Haw.) Baker (1896) und Haworthia otzenii G.G.Sm. (1945).
Es werden folgende Varietäten unterschieden:
- Haworthia mutica var. mutica
- Haworthia mutica var. nigra M.B.Bayer

## Nachweise